# 217

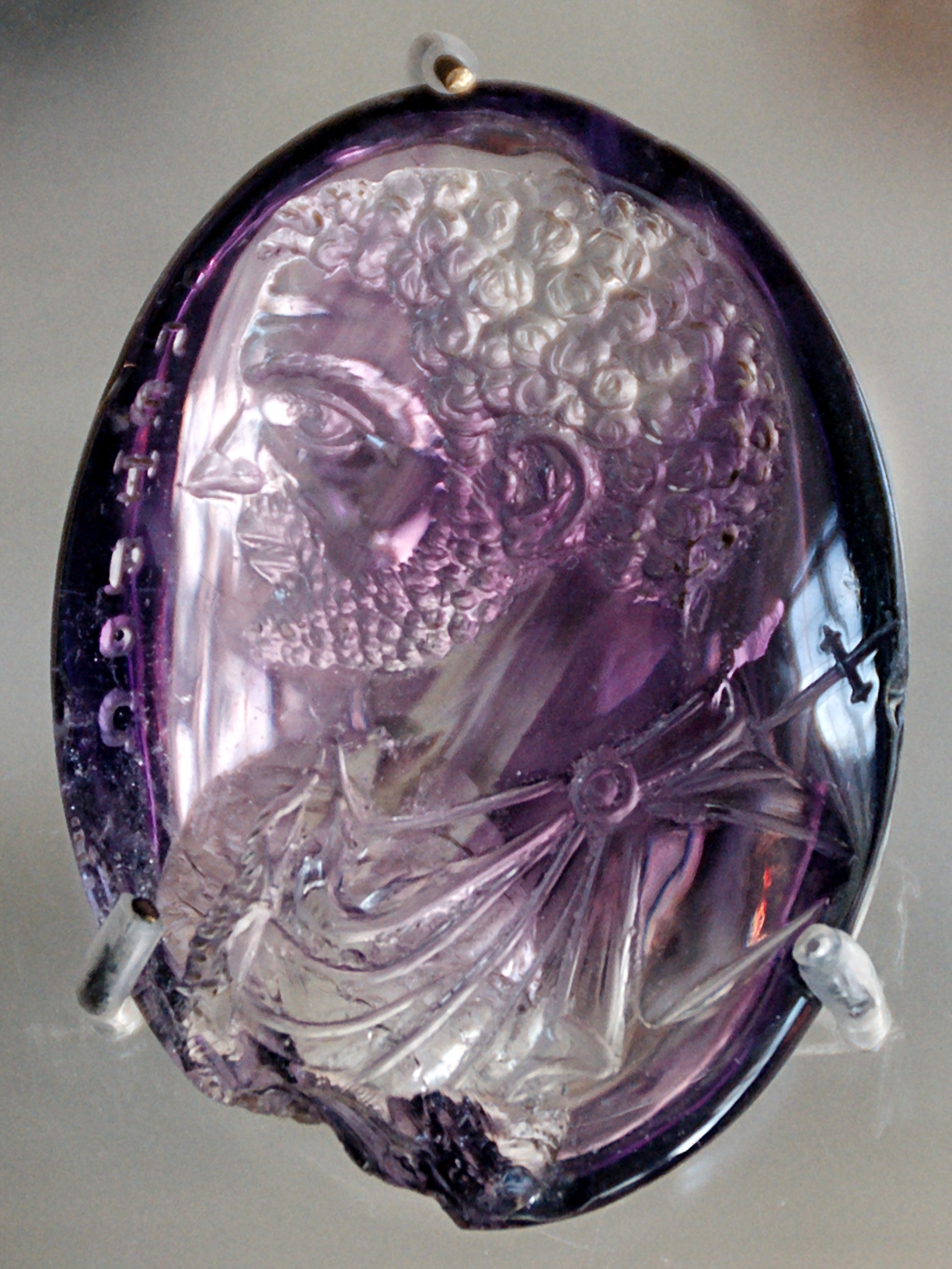
Keizer Caracalla

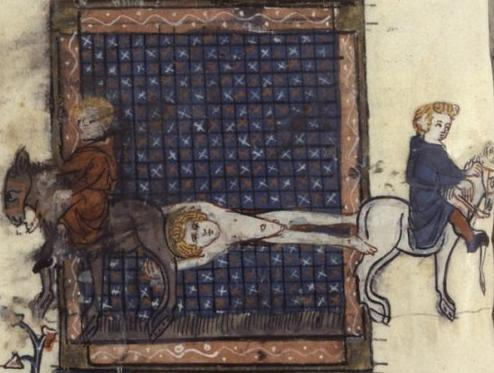
De martelaarsdood van Sint-Hippolytus

Het jaar 217 is het 17e jaar in de 3e eeuw volgens de christelijke jaartelling.

## Gebeurtenissen

### Italië
- In Rome wordt het Colosseum door een blikseminslag zwaar beschadigd, de komende 5 jaar kunnen er in het amfitheater geen spelen meer georganiseerd worden.
- Paus Calixtus I (217 - 222) volgt Zefyrinus op als de 16e paus van Rome. Hij breidt de catacombe langs de Via Appia uit en vergeeft door absolutie alle zonden.
- Hippolytus wordt door zijn volgelingen tot tegenpaus gekozen. Een schisma veroordeelt het sacrament (biecht) van de "seksuele zonden" van Calixtus I.

### Syrië
- Keizerin Julia Domna wordt door Macrinus verbannen naar Rome met behoud van haar titels. Daar aangekomen met de as van haar zoon Caracalla, pleegt zij later zelfmoord door een hongerstaking.

### Parthië
- 8 april - Keizer Caracalla wordt, na een schrikbewind van 6 jaar, bij Carrhae tijdens de veldtocht in Parthië door legionairs vermoord. Marcus Opellius Macrinus, prefect van de pretoriaanse garde, wordt door de Senaat tot keizer uitgeroepen.
- Slag bij Nisibis: Het Romeins leger onder bevel van Macrinus, wordt tijdens een driedaagse veldslag door de Parthen bij Nisibis (Turkije) verslagen. Artabanus IV sluit een vredesverdrag met Rome.

## Overleden
- 8 april - Lucius Septimius Bassianus (Caracalla), keizer van het Romeinse Keizerrijk
- 20 december - Zefyrinus, paus van de Katholieke Kerk
- Julia Domna (47), keizerin en echtgenote van Septimius Severus